# Албуфейра
Албуфе́йра (порт. Albufeira; МФА: [aɫ.bu.ˈfɐj.ɾɐ]) — муніципалітет і місто в Португалії, в окрузі Фару. Розташований у південній частині країни, на березі Атлантичного океану, на теренах історичної португальської провінції Алгарве. Належить до Фаруської діоцезії Католицької церкви в Португалії. Права міського самоврядування має з 1504 року. Поділяється на 4 парафії. За адміністративним поділом, чинним до 1976 року, був складовою провінції Алгарве. Площа муніципалітету — 140,66 км², населення муніципалітету — 40828 ос. (2011); густота населення — 290,26 осіб/км²
. Патрон — Діва Марія. Святковий день муніципалітету — 20 серпня. Поштовий індекс — 8200.  Код місцевої адміністративної одиниці — 0801. Складова статистичного регіону Алгарве.

## Географія
Албуфейра розташована на півдні Португалії, на півдні округу Фару.
Албуфейра межує на північному сході — з муніципалітетом Лоле на північному заході — з муніципалітетом Сілвеш. На півдні омивається водами Атлантичного океану.
За колишнім адміністративним поділом місто належало до провінції Алгарве — сьогодні це однойменний регіон і субрегіон.

## Історія
Назва міста походить з арабської al-Buhera та означає морська фортеця. Саме завдяки своїй фортеці Албуфейра стала останнім арабським редутом на території Алгарве, коли у 13 столітті португальський король Афонсу III остаточно підкорив місто.
1504 року португальський король Мануел I надав Албуфейрі форал, яким визнав за поселенням статус містечка та муніципальні самоврядні права.
Статус міста — з 23 серпня 1986 року.

## Населення
| Кількість мешканців | Кількість мешканців | Кількість мешканців | Кількість мешканців | Кількість мешканців | Кількість мешканців | Кількість мешканців | Кількість мешканців | Кількість мешканців | Кількість мешканців | Кількість мешканців | Кількість мешканців | Кількість мешканців | Кількість мешканців | Кількість мешканців |
| ------------------- | ------------------- | ------------------- | ------------------- | ------------------- | ------------------- | ------------------- | ------------------- | ------------------- | ------------------- | ------------------- | ------------------- | ------------------- | ------------------- | ------------------- |
| 1864                | 1878                | 1890                | 1900                | 1911                | 1920                | 1930                | 1940                | 1950                | 1960                | 1970                | 1981                | 1991                | 2001                | 2011                |
| 7 453               | 8 743               | 9 289               | 10 980              | 12 851              | 13 653              | 14 444              | 14 765              | 15 832              | 14 736              | 13 177              | 17 218              | 20 949              | 31 543              | 40 828              |

## Парафії
- Албуфейра (порт. Albufeira)
- Гія (порт. Guia)
- Ольюш-де-Агуа (порт. Olhos de Água)
- Падерне (порт. Paderne)
- Феррейраш (порт. Ferreiras)

## Економіка, побут, транспорт
Економіка району головним чином представлена туризмом. Паралельно розвиваються торгівля, будівництво та промисловість. На території муніципалітету знаходяться 25 пляжів. Щороку 29 листопада в Албуфейрі відбувається ярмарок.
Місто як і муніципалітет в цілому має добре розвинуту транспортну мережу: з'єднане з Фару швидкісною автомагістраллю А-22 (відоміша як «Via do Infante») та національною автомобільною дорогою N-125, з Лісабоном — A-2 та IC-1. Албуфейра має залізничну станцію приміського сполучення на Лінії Алгарве.

## Туризм
Серед архітектурних пам'яток особливий інтерес викликають фортеця та декілька церков та каплиць як у самому місті так і на території муніципалітету.

## Галерея

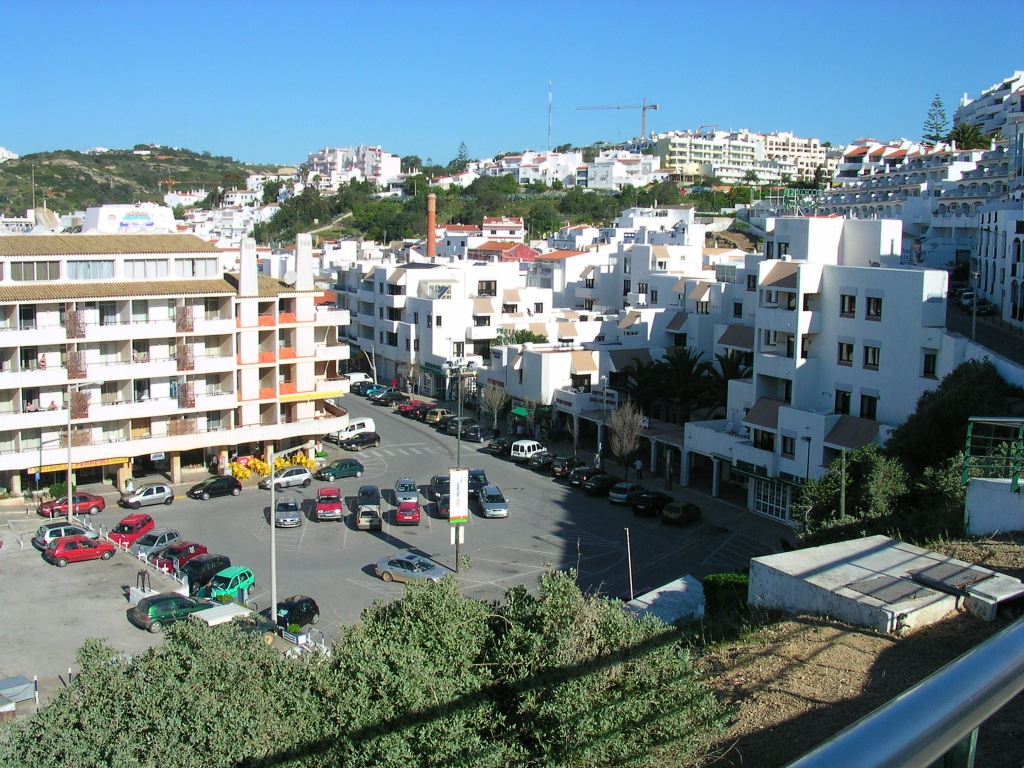
Площа dos Pescadores (Рибальська)
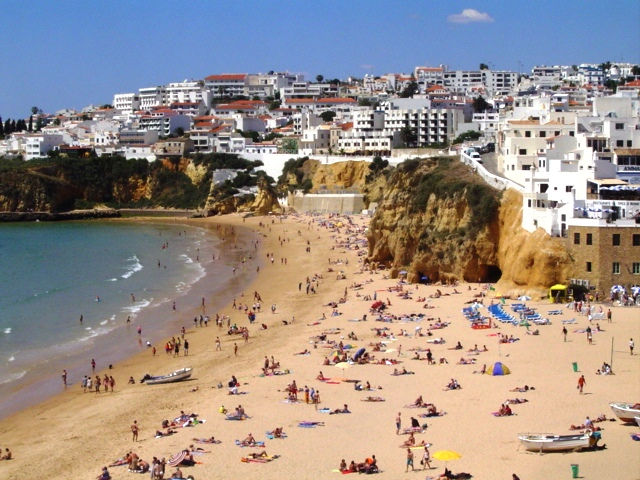
Пляж dos Pescadores (Рибальський)
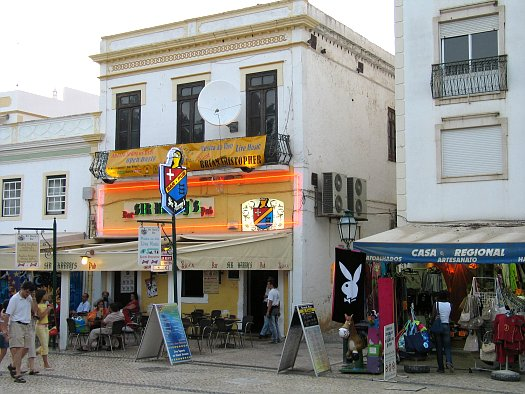
У центрі міста
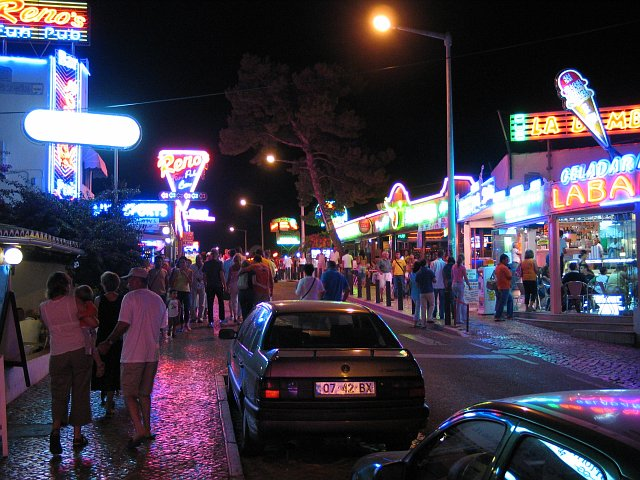
Так звана «англійська вулиця» в ночі